# Palmyra, Nebraska
Palmyra är en ort i Otoe County i delstaten Nebraska, USA.